# Mayom (Unity)
Mayom ist ein Ort im Bundesstaat Unity im Südsudan, westlich von Bentiu. Der Ort ist Hauptort des Mayom County.

## Geographie
Mayom ist ein Ort am Nordufer des Flusses Bahr al Arab, in der Nähe der Mündung des (Wadi) Khor Mabiel und ist Ausgangspunkt von Straßen nach Bentiu und Gogrial, sowie Duar im Osten und Ajackwac im Nordwesten. Auf dem Südufer des Flusses liegt das Verwaltungszentrum des Mayom County sowie ein Camp der United Nations Mission in the Republic of South Sudan.
Mayom war ein wichtiges Handelszentrum für Vieh im damaligen Bundesstaat Western Upper Nile. Das Gebiet wurde vor allem von der Sippe der Bul-Nuer bewohnt.
In Friedenszeiten war das Gebiet um Mayom eher spärlich besiedelt von nomadisierenden Hirten.
Mayom liegt nun aber auch in der Block 4 Oil Concession im Süden des Kaikang Oilfield.

## Geschichte
Im Zweiten Sudanesischen Bürgerkrieg (1983–2005) hatte Paulino Matiep Nhial sein Hauptquartier der Anyanya-II-Miliz in Western Upper Nile in Mayom. Die Miliz wurde von der Regierung des Sudan gegen die Sudan People’s Liberation Army (SPLA) unterstützt.
Paulino hielt damit eine strategische Position und hielt die SPLA im Westen in der Region Bahr el Ghazal davon ab die Ölfelder anzugreifen. Im September 1988 eroberte jedoch Riek Machar mit Truppen der SPLA Mayom.
In Zusammenarbeit mit dem damaligen Offizier Omar al Bashir (und späteren Präsidenten des Sudan) eroberte Paulino Mayom Anfang 1989 zurück. Flüchtlinge, die im Zuge der Kampfhandlungen nach Norden flohen, wurden zusätzlich von arabischen Milizen beraubt. Ein Mann starb, weil er seine letzten 200 US-$ verteidigen wollte.
Ab 1998 war Mayom das Hauptquartier der South Sudan Unity Army (SSUA) von Paulino, die er unter anderem aus seinen ehemaligen Anyanya II- und South Sudan Defense Forces (SSDN) der Bul-Nuer formierte. Die SSUA wurde wieder von der Regierung des Sudan unterstützt.
Im September 1999 beging der Kommandant Peter Gadet Yak der SSDN Verrat und wechselte zur SPLA. Am 29. September erfolgte eine Bombardierung von Mayom, wodurch zusätzlich Zivilisten in das Gebiet der Ölkonzession Block 5A im Osten des Staates flüchteten.
2000 wurde Mayom als „deziiertes Dorf in der Taliman-Öl-Konzession“ („a decimated village within the Talisman oil concession“) beschrieben. Laut Berichten verweigerte die Regierung des Sudan humanitäre Hilfsflüge.
Am 11. April 2011 verkündete Major General Peter Gadet Yak, der frühere Offizier der SPLA und Anführer der South Sudan Liberation Army die Mayom Declaration, in welcher er die Regierung der „derzeitigen korrupten Gangs in Juba“ („current corrupt gangs in Juba“) für abgesetzt erklärte und eine Regierung des Südsudan durch eine nationale Übergangsregierung auf breiter Basis forderte.
Am 29. Dezember 2013 wurde Mayom durch Nuer White Army Militiamen angegriffen und die Regierung des Südsudan unter Präsident Salva Kiir Mayardit versuchte die Stadt zurückzuerobern.